# Anne de Preux
Pour les articles homonymes, voir Preux (homonymie).
Anne de Preux, née à Lausanne en 1942, est une autrice suisse de romans destinés à la jeunesse.

## Publications
En 2007 elle publie chez Calligram un premier roman pour la jeunesse, Le Seigneur des Andes, qui reçoit le prix Saint-Exupéry 2007 (valeurs jeunesse) de la francophonie . En octobre 2010 elle publie un second roman, Naufrage en mer de Chine, |inspiré d'une expérience vécue par son beau-frère Max de Rham  et en 2012 La fille qui dansait sur la plage.

## Articles de presse
- Joëlle Fabre, « Écrivain par accident, Anne de Preux capture les jeunes lecteurs », 24 Heures, 23 novembre 2007
- Mélanie Noël, « Anne de Preux, le Seigneur des Andes : pour jeunesse captivée », La Tribune (Sherbrooke, Canada), 21 juillet 2007
- Max de Rham, archives de 24 Heures (Suisse)
- Didier Chaumartin, « D'un naufrage à un roman », Le Nouvelliste (Suisse), 18 janvier 2011
- Sylvie Neeman, « Un bandit et un aventurier », Le Temps (Suisse), 8 janvier 2011